# Mont Amaro
Le mont Amaro avec ses 2 793 mètres d'altitude est la montagne la plus élevée de la Majella, massif des Apennins, dans la région des Abruzzes, au centre-est de l'Italie. Ce sommet est le point culminant des trois provinces de L'Aquila, Chieti et Pescara.